# شجيرات قزمة

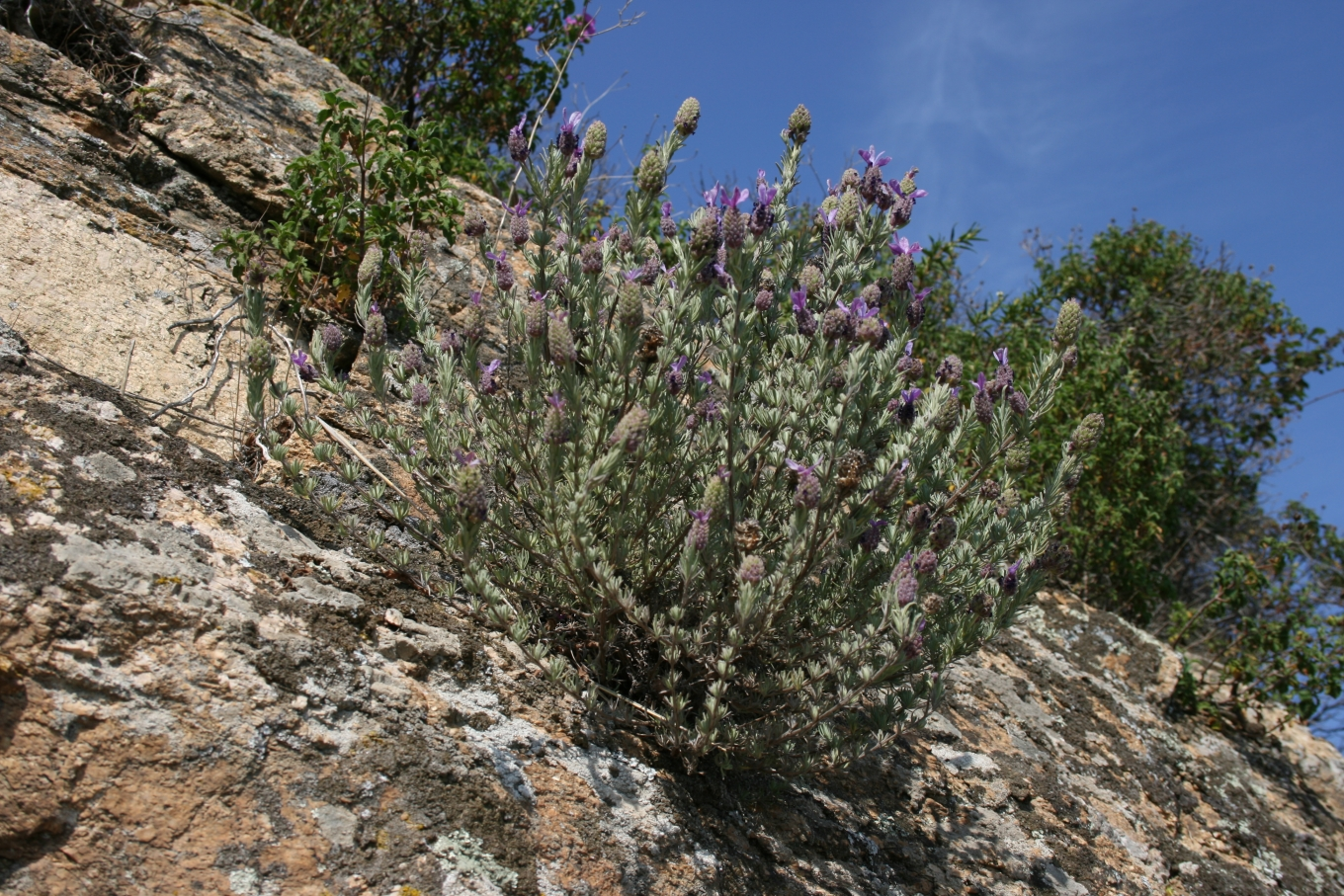
الخزامى المكوَّرة، أحد أمثلة الشجيرات القزمة.

الشجيرات القزمة أو الأحراش القزمة (بالإنجليزية: dwarf shrub)‏ (باللاتينية: suffrutex) هي فئةٌ من النباتات الخشبية قصيرة السِّيقان. لا يوجد تعريفُ دقيقة للشجيرات القزمة يختلف بصورة جوهريَّة عن تعريف الشجيرات (حيث أنَّ الاثنتين تمثلان فئة واحدة من النباتات، لكن بأحجامٍ مختلفة)، إلا أنَّ بعض أنواع الشجيرات التي تُدعى باسم الشجيرات القزمة السِّيقان النباتية القصيرة الملتقصة بالأرض وأي نباتات لا تنمو إلا في الأماكن الضيقة والصغيرة. العديد من هذه النباتات هي أعشاب بأحجامٍ مختلفة، وهي تتألف - خلال فصل الشتاء - من نباتات خشبية قصيرة جداً، بينما تكون فصل الصيف نباتات نفضيَّة تنمو لارتفاعات أطول بكثير. لا تعيش العديد من أنواع الشجيرات القزمة إلا لسنواتٍ قليلة، إلا أنَّ بعضها (مثل Oldenburgia paradoxa التي تنمو في الشقوق الصخريَّة) تعيش إلى ما لا نهاية.
لا توجد أسسٌ دقيقة لتصنيف النبات على أنه شجيرة قزمة، لكن من النباتات التي يكثر تصنيفها كذلك الخزامى والعناقية والزعتر، إضافةً إلى العديد من أنواع فصيلة الخلنجية مثل العنبية حادة الخباء والخلنج.